# Gynatrix pulchella
Gynatrix pulchella är en malvaväxtart som först beskrevs av Carl Ludwig von Willdenow, och fick sitt nu gällande namn av Friedrich Christoph Wilhelm Alefeld. Gynatrix pulchella ingår i släktet Gynatrix och familjen malvaväxter. Inga underarter finns listade i Catalogue of Life.